# Ute Thimm
Ute Thimm, nata Finger (Bochum, 10 luglio 1958), è un'ex velocista tedesca.

## Palmarès
| Anno                                   | Manifestazione     | Sede        | Evento      | Risultato  | Prestazione | Note                          |
| -------------------------------------- | ------------------ | ----------- | ----------- | ---------- | ----------- | ----------------------------- |
| In rappresentanza della Germania Ovest |                    |             |             |            |             |                               |
| 1984                                   | Giochi olimpici    | Los Angeles | 4×400 m     | Bronzo     | 3'22"98     |                               |
| 1986                                   | Campionati europei | Stoccarda   | 400 m piani | Argento    | 3'22"80     |                               |
| 1988                                   | Giochi olimpici    | Seul        | 400 m piani | Semifinali | 50"28       | Miglior prestazione personale |
| 1988                                   | Giochi olimpici    | Seul        | 4×100 metri | 4ª         | 42"75       |                               |